# Gißübelturm

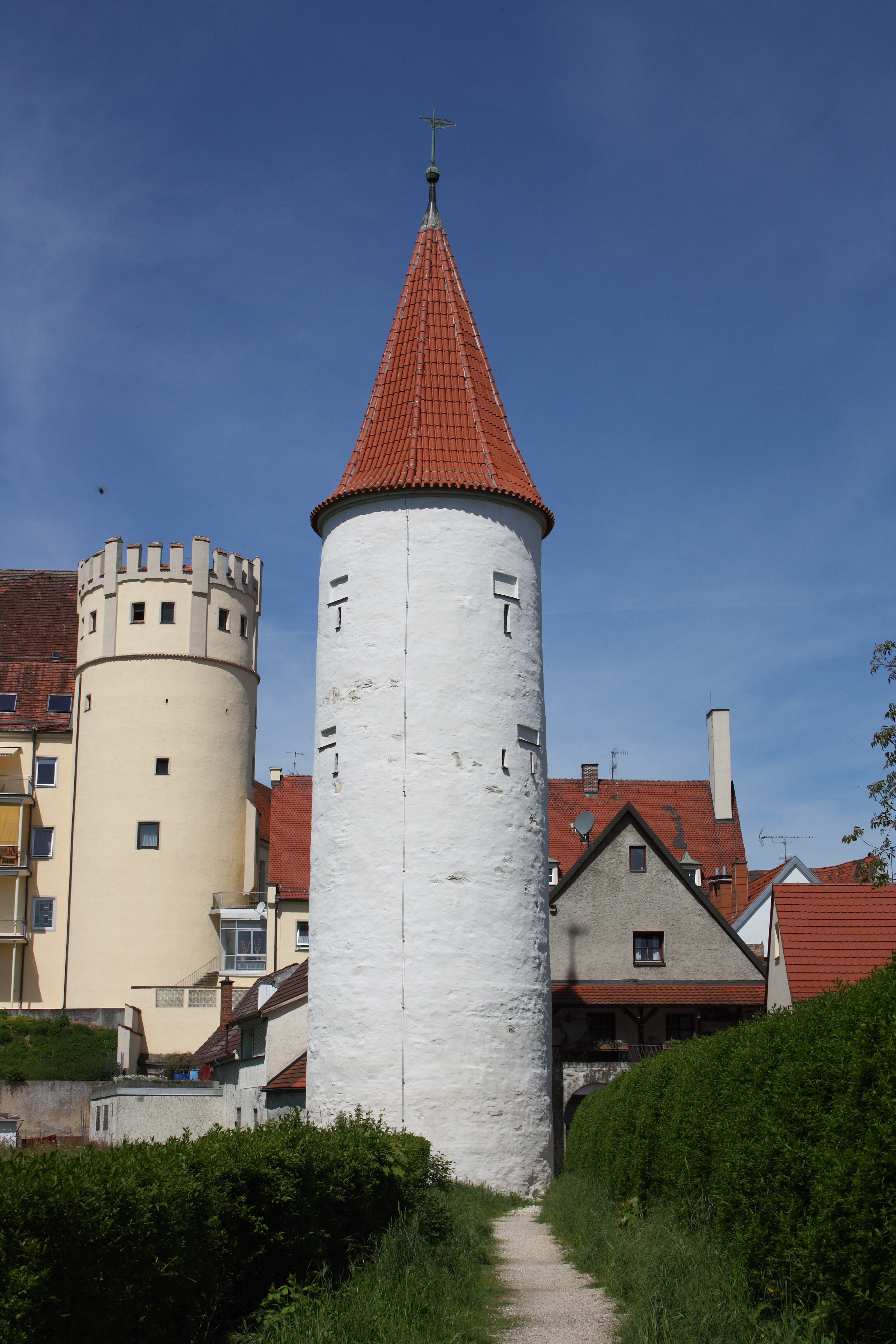
Gißübelturm in Lauingen (im Vordergrund, 2012)

Der Gißübelturm in Lauingen, einer Stadt im schwäbischen Landkreis Dillingen an der Donau in Bayern, war ein Teil der ehemaligen Stadtbefestigung. Der Wehrturm, neben dem Haus Oberes Brunnental 16, ist ein geschütztes Baudenkmal (Nummer: D-7-73-144-1).

## Beschreibung
Der viergeschossige Rundturm an der südöstlichen Ecke der Stadtmauer wurde um 1413 errichtet. Er wird vom Lauinger Schloss mit seinen Türmen überragt. Der viergeschossige Turm besitzt ein spitzes Kegeldach. An den beiden oberen Geschossen sind Schießscharten unter gerahmten Rechteckblenden vorhanden. Unter dem Dach verläuft ein zweimal gestuftes Traufgesims.